# Nowy Rożnów

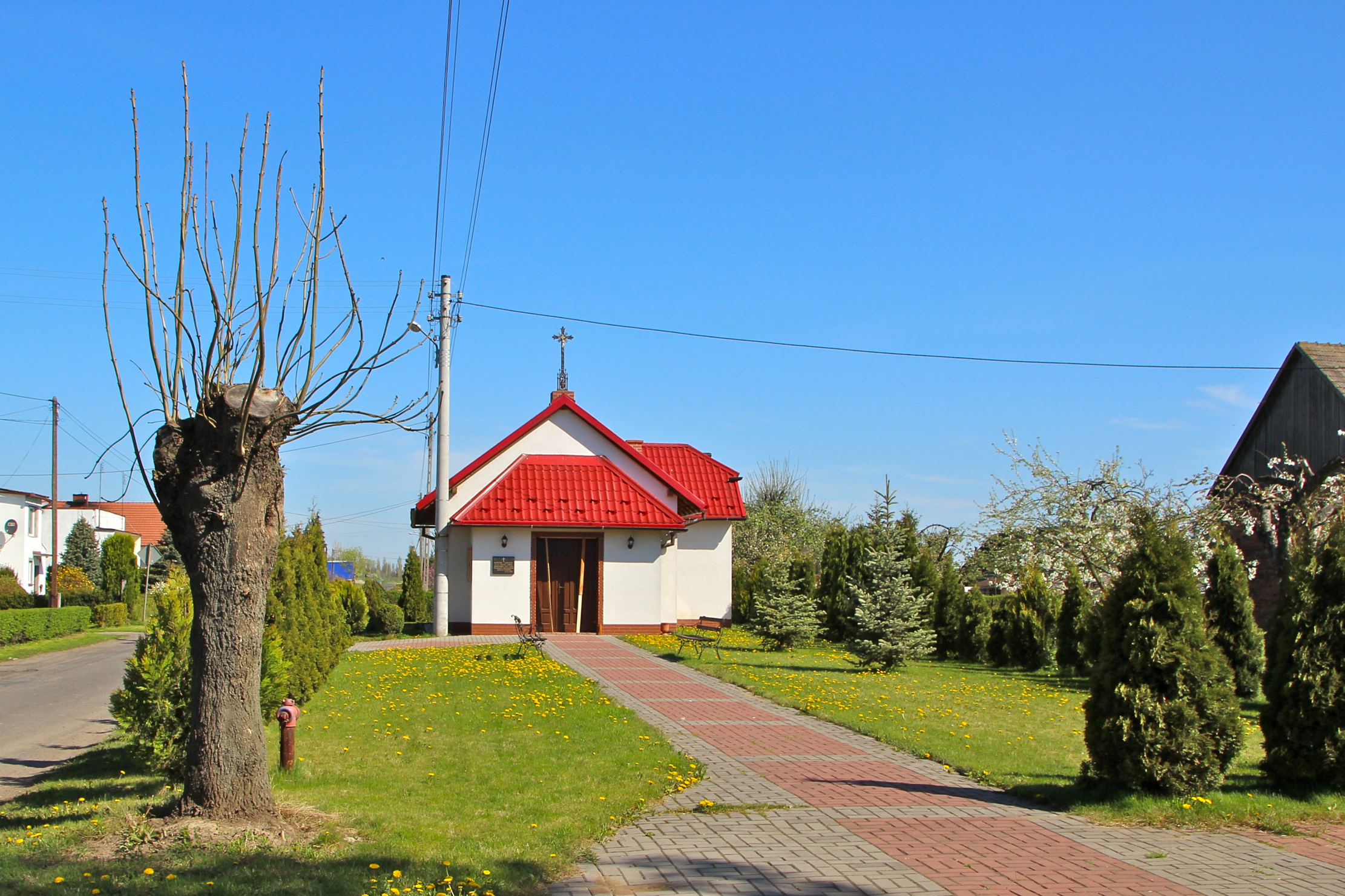
Nowy Rożnów s kaplí sv. Petra a Pavla z let 2004 až 2005

Nowy Rożnów (česky Nový Rožnov, německy Neu Roznow) je ves v jižním Polsku, v Opolském vojvodství, v okrese Hlubčice, v gmině Hlubčice. 

## Geografie
Ves leží v Opavské pahorkatině u potoka Złotnik, pravého přítoku řeky Ciny (Pštiny).

## Historie
Ves vznikla po druhé světové válce. Vybudovali ji přesídlenci z okolí vsi Rožnov (polsky Rożnów, německy Roznow) v dnešní gmině Gródek nad Dunajcem (dnešní powiat Nowosączský, dnešní Malopolském vojvodství), které bylo v roce 1942 zalité vodou kvůli stavbě Rožnovské přehrady (polsky Jezioro Rożnowskie, Zalew Rożnowski, Zapora Rożnów) s vodní elektrárnou Rożnów (polsky Elektrownia Rożnów) na řece Dunajci. Vedle Hlubčic dostali několik hektarů půdy, vzali si půjčky a postavili si nové domy.